# СН-42
Сталевий нагрудник СН-42 — індивідуальний захисний засіб типу кіраси, був зроблений з 2-мм сталі і важив 3,5 кг. Застосовувався в Німецько-радянській війні. Було створено кілька моделей: СН-38, СН-39, СН-40, СН-40А, та СН-42, де число позначає рік розробки. Оснащувалися ними в основному інженерно-штурмові бригади. Витримував попадання пістолетних та автоматних куль, дрібних осколків. Описано випадки потрапляння 9-мм пістолетних куль впритул без шкоди для бійця. Цей «панцир» солдати звичайно надягали на ватник з відірваними рукавами, який служив додатковим амортизатором, попри те що у нагрудника з внутрішньої сторони була спеціальна підкладка. Непогано зарекомендував себе в міських боях.